# Fechtweltmeisterschaften 1997
Die 45. Fechtweltmeisterschaften fanden vom 13. bis 19. Juli 1997 in Kapstadt statt. Es wurden zehn Wettbewerbe ausgetragen, sechs für Herren und vier für Damen.

## Herren

### Florett, Einzel
| Platz | Land                | Sportler          |
| ----- | ------------------- | ----------------- |
| 1     | Ukraine             | Serhij Holubyzkyj |
| 2     | Südkorea            | Kim Young-ho      |
| 3     | Volksrepublik China | Wang Haibin       |
|       | Frankreich          | Lionel Plumenail  |

l

### Florett, Mannschaft
| Platz | Land       | Sportler                                                                          |
| ----- | ---------- | --------------------------------------------------------------------------------- |
| 1     | Frankreich | Patrice Lhôtellier, Lionel Plumenail, Franck Boidin, Olivier Lambert, Laurent Bel |
| 2     | Kuba       | Rolando Tucker, Oscar García, Elvis Gregory, Ignacio González                     |
| 3     | Italien    | Daniele Crosta, Alessandro Puccini, Stefano Cerioni, Salvatore Sanzo              |

### Degen, Einzel
| Platz | Land       | Sportler         |
| ----- | ---------- | ---------------- |
| 1     | Frankreich | Éric Srecki      |
| 2     | Russland   | Pawel Kolobkow   |
| 3     | Frankreich | Robert Leroux    |
|       | Polen      | Robert Andrzejuk |

### Degen, Mannschaft
| Platz | Land        | Sportler                                                        |
| ----- | ----------- | --------------------------------------------------------------- |
| 1     | Kuba        | Iván Trevejo, Carlos Pedroso, Nelson Loyola                     |
| 2     | Deutschland | Michael Flegler, Arnd Schmitt, Elmar Borrmann, Mark Steifensand |
| 3     | Italien     | Angelo Mazzoni, Sandro Cuomo, Alfredo Rota, Maurizio Randazzo   |

### Säbel, Einzel
| Platz | Land       | Sportler             |
| ----- | ---------- | -------------------- |
| 1     | Russland   | Stanislaw Posdnjakow |
| 2     | Italien    | Luigi Tarantino      |
| 3     | Frankreich | Damien Touya         |
|       | Polen      | Rafał Sznajder       |

### Säbel, Mannschaft
| Platz | Land       | Sportler                                                                        |
| ----- | ---------- | ------------------------------------------------------------------------------- |
| 1     | Frankreich | Matthieu Gourdain, Damien Touya, Jean-Philippe Daurelle, Gaël Touya             |
| 2     | Russland   | Stanislaw Posdnjakow, Sergei Scharikow, Grigori Kirijenko, Alexander Schirschow |
| 3     | Ungarn     | Domonkos Ferjancsik, József Navarrete, György Boros, Csaba Köves                |

## Damen

### Florett, Einzel
| Platz | Land        | Sportlerin        |
| ----- | ----------- | ----------------- |
| 1     | Italien     | Giovanna Trillini |
| 2     | Deutschland | Sabine Bau        |
| 3     | Deutschland | Monika Weber      |
|       | Italien     | Diana Bianchedi   |

### Florett, Mannschaft
| Platz | Land        | Sportlerinnen                                                               |
| ----- | ----------- | --------------------------------------------------------------------------- |
| 1     | Italien     | Diana Bianchedi, Giovanna Trillini, Valentina Vezzali, Annamaria Giacometti |
| 2     | Rumänien    | Laura Badea, Reka Lazăr-Szabo, Roxana Scarlat, Mioara David                 |
| 3     | Deutschland | Sabine Bau, Rita König, Gesine Schiel, Monika Weber                         |

### Degen, Einzel
| Platz | Land    | Sportlerin          |
| ----- | ------- | ------------------- |
| 1     | Kuba    | Mirayda García Soto |
| 2     | Kuba    | Zuleidis Ortiz      |
| 3     | Ungarn  | Gyöngyi Szalay      |
|       | Spanien | Taymi Chappe        |

### Degen, Mannschaft
| Platz | Land        | Sportlerinnen                                                         |
| ----- | ----------- | --------------------------------------------------------------------- |
| 1     | Ungarn      | Gyöngyi Szalay, Adrienn Hormay, Tímea Nagy, Hajnalka Király           |
| 2     | Deutschland | Katja Nass, Imke Duplitzer, Claudia Bokel, Eva-Maria Ittner           |
| 3     | Frankreich  | Laura Flessel, Sophie Moressée-Pichot, Valérie Barlois, Elsa Girardot |